# Io non dimentico
Io non dimentico è una miniserie televisiva, prodotta dalla Janus International, andata in onda il 7 e 8 gennaio 2008 su Canale 5. Gli attori che vi hanno partecipato sono, tra gli altri: Manuela Arcuri, Brando Giorgi, Elena Russo, Sergio Múñiz, Giancarlo Giannini, Giovanni Scifoni, Renato Marotta, Gianluca Grecchi e Sergio Arcuri, al debutto come attore.

## Trama

### Prima puntata
Napoli, anni '70. La serie inizia con un bambino (Gianluca Grecchi) che corre per consegnare una lettera a un uomo di nome Giovanni (Giovanni Scifoni). Quest'ultimo si dirige correndo verso la chiesa, dove si sta celebrando il matrimonio tra Angela (Manuela Arcuri) e Carmine (Brando Giorgi). Ma, all'improvviso, si sente un colpo di pistola e lo sposo cade a terra.
Sette anni prima Angela Bassi è una bella ragazza amata da Giovanni Gagliardi e corteggiata da Carmine Altieri. Un giorno, la ragazza viene ricattata dal proprietario di casa Mario Truzzi che se non pagano la pigione intera, lui sarà costretto a mandarle la lettera di sfratto e poiché Angela si trova senza lavoro e in uno stato di miseria insieme alla madre Assunta dopo la morte del padre (ucciso dalla camorra) che vendeva i fiori, esse sono impossibilitate a pagare l'intero pigione a Truzzi; quest'ultimo è il marito di Nina Conticello (Elena Russo), sorella del vecchio e noto boss Salvatore Conticello (Giancarlo Giannini), che si trova in carcere. Il giorno dopo, la ragazza , trovandosi in uno stato di disperazione, racconta tutto al parroco del paese Don Crescenzio con la speranza che possa essere aiutata ma quest'ultimo fallisce e Angela poi lo racconta a Carmine e così lui le propone che se una sera ella accetta di uscire con lui e donandole un ciondolo della defunta madre di egli ad Angela, egli parlerà con Truzzi cercando di fargli togliere ogni minino pensiero dicendogli che avrebbe perso il rispetto del paese se avesse mandato per strada due donne sole e perlopiù la lettera dello sfratto. La sera stessa Carmine, insieme al suo fidato amico Peppiniello, attacca brutalmente Truzzi mandandolo in ospedale ,dove quest'ultimo rimane in coma vigile. Il giorno dopo, Angela scopre la verità tramite un giornale e decide così di stroncare ogni rapporto con l'uomo capendo che egli è un camorrista, e intanto lei fa amicizia con Giovanni ,che la invita ad uscire e così Carmine, una sera, in un impeto di rabbia, la violenta e così Angela scappa a Roma per rifarsi una vita, dove scopre di essere incinta. Intanto Nina, stanca dei maltrattamenti e i tradimenti che subìva dal marito, ordina a Carmine di ucciderlo promettendogli di fargli fare strada nella camorra e diventare un uomo rispettato, però ella si innamora di lui mentre lui è innamorato perdutamente di Angela, e Nina decide così di vendicarsi facendondolo arrestare. A Roma Angela, viene mandata in un collegio di suore da Don Crescenzio e in seguito trova lavoro da Dolorès Biseri per guadagnare denaro da mandare alla madre Assunta a Napoli; poi conosce Gabriele (Sergio Múñiz), nipote della Biseri (Ángela Molina), ex cantante malata. I due si innamorano l'uno dell'altra, e dopo la morte della zia di Gabriele, lui le chiede di sposarlo, promettendole di crescere suo figlio come se fosse figlio suo. Angela partorisce un bambino che viene chiamato Andrea. Passano sei anni, e Angela ritorna al suo paese a causa di sua madre (Guia Jelo) che sta male. Ad Angela ritornano in mente i brutti ricordi di quella sera. Qui rincontra Giovanni, ora commissario, e le comunica che Carmine è fuori dal carcere. Gabriele ha comprato una casa, e ha un appuntamento. Ma, sfortunatamente, si trova davanti Carmine.

### Seconda puntata
Gabriele capisce che l'uomo che ha stuprato Angela è Carmine Altieri, mentre quest'ultimo ha la conferma di essere il padre di Andrea. In un drammatico scontro tra i due, Gabriele rimane ucciso. Per il dolore, Angela perde il bambino che porta in grembo, il cui padre era Gabriele. Ora è decisa a vendicarsi dell'uomo che le ha rovinato la vita, ma deve proteggere se stessa e Andrea: Carmine, infatti, si sta facendo strada tra i camorristi locali mentre è in declino Don Salvatore, che viene barbaramente ucciso dallo stesso Carmine durante la strage nella sua festa di fidanzamento con Nina, ferita gravemente. Angela chiede poi aiuto a Giovanni, che è nella polizia, ma presto capisce che non sarà la giustizia ufficiale a darle soddisfazione.
Durante il matrimonio tra Angela e Carmine, lei invia la lettera a Giovanni tramite Andrea ed ha una pistola, pronta a sparare al suo futuro sposo. Ma all'improvviso Carmine cade ucciso da Nina, nel frattempo ripresasi da quella ferita d'arma da fuoco inflittagli da Carmine stesso. Ora Angela può sposare Giovanni e vivere una vita tranquilla insieme al figlio Andrea.